# We've Come for You All
| 전문가 평가                      | 전문가 평가 |
| 평가 점수                        | 평가 점수   |
| 출처                             | 점수        |
| -------------------------------- | ----------- |
| AllMusic                         | [ 4 ]       |
| Collector's Guide to Heavy Metal | 7/10        |
| Encyclopedia of Popular Music    | [ 6 ]       |
| Exclaim!                         | favorable   |
| Metal Review                     | 6.9/10      |
| musicOMH                         | favorable   |
| NOW Magazine                     | [ 10 ]      |
| Rock Hard                        | 9/10        |
| RTÉ Ten                          | [ 12 ]      |

《We've Come for You All》은 미국의 헤비 메탈 밴드 앤스랙스의 아홉 번째 스튜디오 음반이다. 이 음반은 2003년 5월 6일, 유럽의 뉴클리어 블래스트와 북미의 생츄어리 레코드를 통해 발매되었다. 이 음반은 리드 기타에 롭 카지아노가 참여한 최초의 앤스랙스 음반이자 존 부시가 보컬로 참여한 마지막 스튜디오 음반이었다. 이 음반은 뉴욕 서펀의 베어트랙스 레코딩 스튜디오에서 1년 동안 녹음되었다. 커버 아트는 만화책 아티스트 알렉스 로스가 디자인했으며, 제작은 스크랩 60 프로덕션 팀이 담당했다. 더 후의 보컬리스트 로저 돌트리와 판테라의 기타리스트 다임백 대럴이 음반에 게스트로 참여했다.
이 음반은 현대 음악 평론가들로부터 긍정적인 평가를 받았으며, About.com은 "밴드를 다시 정상으로 되돌렸다"고 평가했다. 그럼에도 불구하고 이 음반은 첫 주 판매량 10,000장으로 빌보드 200 차트에서 122위에 그쳤다. 현재까지 《We've Come for You All》은 미국에서 62,000장 이상 판매되었다. 2004년 캘리포니아 뮤직 어워드에서 우수 하드 록 음반 후보에 올랐지만, 블링크 182의 타이틀 없는 음반에 패배했다.

## 배경
이 음반은 1998년에 발매된 《Volume 8: The Threat Is Real》에 이어 발매되었다. 앤스랙스는 곧 발매될 음반의 발매를 위해 음반사 뉴클리어 블래스트와 계약하기로 결정했다. 음반사를 변경하는 것이 작곡에 영향을 미칠지 묻는 질문에 기타리스트 스콧 이언은 "솔직히 말해서 그런 것은 전혀 신경 쓰지 않습니다. 비즈니스는 비즈니스이고 창의적인 면은 창의적인 면입니다. 창의적으로 큰 도전은 없었습니다. 우리는 그저 최고의 음반을 만들기 위해 노력하고 싶었습니다."라고 답했다.
밴드는 2001년 5월과 6월에 새로운 곡을 쓰기 시작했고, 같은 해 11월에 스튜디오에 들어갔다. 밴드는 2002년 초에 주다스 프리스트와 함께 투어를 떠났기 때문에 녹음 과정이 곧 중단되었다. 그들은 3월에 스튜디오로 돌아왔고, 그 후 몇 달 동안 음반 작업을 성공적으로 마쳤다. 이언에 따르면, 음반을 만드는 전체 과정에서 밴드는 1년이 걸렸다고 한다. 이언은 또한 싱글 〈Taking the Music Back〉에서 B-사이드로 발매된 곡 〈Ghost〉를 제외하고는 녹음 세션에서 남은 자료가 없다고 말했다. 더 후의 보컬리스트 로저 돌트리와 판테라의 기타리스트 다임백 대럴이 음반에 게스트로 참여했으며, E.타운 콘크리트의 보컬리스트 앤서니 마티니도 참여했다. 돌트리는 〈Taking the Music Back〉이라는 곡에 피처링으로 참여했고, 마티니는 〈Refuse to Be Denied〉에서 보컬을 맡았으며, 대럴은 〈Cadillac Rock Box〉와 〈Strap It On〉이라는 곡에 참여했다. 밴드는 "음반을 위해 특별한 무언가를 만들기 위해 친구들을 초대할 필요성을 느꼈고, 그 결과는 정말 환상적이었다"고 설명했다.
이 음반은 스크랩 60 프로덕션 팀이 프로듀싱했으며, 앤스랙스의 기타리스트 롭 카지아노, 에디 월, 스티브 레지나로 구성되어 있다. 앞면 커버는 만화책 아티스트 알렉스 로스가 디자인했다. 보컬리스트 존 부시는 밴드가 이전 녹음 작업에서도 작업한 로스와 함께 작업하게 되어 영광이라고 말했다. 부시는 밴드가 로스에게 작품의 콘셉트에 대한 완전한 자유를 주었다고 설명했다. 부시는 음반 제목을 아이디어로 제안한 것 외에도 다른 멤버들이 커버 아트 제작에 많이 참여하지 않았다고 말했다.

## 곡 목록
모든 곡들은 존 부시, 롭 카지아노, 스콧 이언, 프랭크 벨로 그리고 찰리 베넌티에 의해 작사/작곡하였다.
| #   | 제목                                          | 재생 시간 |
| --- | --------------------------------------------- | --------- |
| 1.  | 〈Contact〉                                   | 1:15      |
| 2.  | 〈What Doesn't Die〉                          | 4:10      |
| 3.  | 〈Superhero〉                                 | 4:03      |
| 4.  | 〈Refuse to Be Denied〉                       | 3:20      |
| 5.  | 〈Safe Home〉                                 | 5:10      |
| 6.  | 〈Any Place but Here〉                        | 5:49      |
| 7.  | 〈Nobody Knows Anything〉                     | 2:57      |
| 8.  | 〈Strap It On (Feat. 다임백 대럴)〉           | 3:32      |
| 9.  | 〈Black Dahlia〉                              | 2:37      |
| 10. | 〈Cadillac Rock Box (Feat. 다임백 대럴)〉     | 3:41      |
| 11. | 〈Taking the Music Back (Feat. 로저 돌트리)〉 | 3:11      |
| 12. | 〈Crash〉                                     | 0:57      |
| 13. | 〈Think About an End〉                        | 5:09      |
| 14. | 〈W.C.F.Y.A.〉                                | 4:12      |